# 司裕介
司 裕介（つかさ ゆうすけ、1948年12月8日 - ）は、日本の俳優。広島県広島市東雲町（現在の広島市南区東雲）出身。

## 来歴
京都産業大学卒業。
1969年の第13期東映ニューフェイスに応募するが不合格。東映演技研修所経由で映画界入り。東映京都撮影所の契約俳優となり、菅原文太に師事。特技は殺陣で、東映剣会に所属し、テレビ時代劇や実録映画に多数出演した。
菅原主演の「仁義なき戦いシリーズ」では、主に広能組組員役で全作品に出演。菅原の吹き替えで、夜間に建物から飛び降りるシーンを撮ったのが思い出深いという。当時はかなり危険なアクションもやったと述べている。同じく菅原主演の「トラック野郎シリーズ」でもノンクレジットを含む全作品に皆勤賞を果たした。また「ピラニア軍団」にも加入し、軍団の中ではトップクラスに位置する端正な顔立ちで、スクリーンに登場するだけで観客に清涼感を与えた。1977年4月にリリースされたLP『ピラニア軍団』にも参加し、1曲単独で歌唱している。映画出演は2000年頃までは全て東映で、テレビドラマでは東映京都の時代劇を中心に活動を続けている。

## 出演

### 映画
- 仁義なき戦い（1973年、東映） - 貫田秀男（土居組組員）
- 狂走セックス族（1973年、東映） - 狂走族B
- 仁義なき戦い 広島死闘篇（1973年、東映） - 弓野修（広能組若衆）
- 仁義なき戦い 代理戦争（1973年、東映） - 弓野修（広能組若衆）
- 仁義なき戦い 頂上作戦（1974年、東映） - 弓野修（広能組若衆）
- 仁義なき戦い 完結篇（1974年、東映） - 弓野修（広能組組員）
- 実録飛車角 狼どもの仁義（1974年、東映） - 不良A
- 新仁義なき戦い（1974年、東映） - 風間
- 徳川女刑罰絵巻 牛裂きの刑（1976年、東映） - 捕り方
- 狂った野獣（1976年、東映） - 新聞記者
- バカ政ホラ政トッパ政（1976年、東映） - チャメ金
- 実録外伝 大阪電撃作戦（1976年、東映） - 久保元
- 広島仁義 人質奪回作戦（1976年、東映） - 丸山
- トラック野郎 天下御免（1976年、東映） - 備州丸
- 北陸代理戦争（1977年、東映） - 山下
- やくざ戦争 日本の首領（1977年、東映） - 新聞記者A
- 恐竜・怪鳥の伝説（1977年、東映） - 平野進
- ピラニア軍団 ダボシャツの天（1977年、東映） - 小林
- 仁義と抗争（1977年、東映） - 沢村貫一
- 新宿酔いどれ番地 人斬り鉄（1977年、東映） - レストラン荒くれのC
- トラック野郎 男一匹桃次郎（1977年、東映） - 愚連隊D
- ドーベルマン刑事（1977年、東映） - 警官
- 日本の首領 野望篇（1977年、東映） - 男B
- 日本の首領 完結篇（1978年、東映） - 森山建司
- 沖縄10年戦争（1978年、東映） - 前川
- トラック野郎 突撃一番星（1978年、東映） - 船員B
- 宇宙からのメッセージ（1978年、東映） - タンガ
- 冬の華（1978年、東映） - 佐伯三次
- 赤穂城断絶（1978年、東映＝東映太秦映画村） - 大野郡右衛門
- 水戸黄門（1978年、東映） -
- トラック野郎 一番星北へ帰る（1978年、東映） - 警官A
- その後の仁義なき戦い（1979年、東映） - 谷敏明
- トラック野郎 熱風5000キロ（1979年、東映） - 追分仁義
- 日本の黒幕（1979年、東映） - 平山の後援会々員C
- 総長の首（1979年、東映） - 学生
- 真田幸村の謀略（1979年、東映） - 役人
- 徳川一族の崩壊（1980年、東映） - 吉田栄太郎
- 青春の門（1981年、東映） - 玄海のチンピラB
- 制覇（1982年、東映） - 記者B
- 北の螢（1982年、東映＝俳優座映画放送） - 高木芳造
- 大奥十八景（1986年、東映） - 力丸
- 極道の妻たち（1986年、東映） - 小磯のボディーガードA
- 極道の妻たちII（1987年、東映）
- 極道の妻たち 三代目姐（1989年、東映）
- 極道の妻たち 最後の戦い（1990年、東映）
- 激動の1750日（1990年、東映） - 岩城（別府・神岡組系滝川組幹部）
- 新極道の妻たち 惚れたら地獄（1994年、東映）
- 流れ板七人（1997年、東映）
- 新・仁義なき戦い/謀殺（2003年、東映）
- 最後の忠臣蔵（2010年、松竹）
- 武士の献立（2013年、松竹・北國新聞）[2]
- 太秦ライムライト（2014年、イレブンアーツ・ジャパン・ユニークブレインズ・東映京都）[2] ※ノンクレジット

### テレビ作品
- 徳川おんな絵巻（KTV/東映京都）
  - 第38話「子供がいっぱい」（1971年）
  - 第39話「みなしごたちの太陽」（1971年）
- 次郎長三国志（NET/東映京都）
  - 第13話（1974年）
- 水戸黄門（TBS/東映京都）
  - 第6部
    - 第24話「うなぎ屋の助太刀 ‐浜松‐」（1975年9月8日）

  - 第14部
    - 第23話「決意を秘めた孤独の剣」（1984年4月2日）

  - 第16部
    - 第31話「頑固くらべ献上茶釜 -山形-」（1986年11月24日） - 大五郎の子分
    - 第38話「命を賭けた用水路 -小山-」（1987年1月12日） - 平太

  - 第17部
    - 第3話「炎に浮かぶ凶賊の罠 -甲府-」（1987年9月14日） - 役人
    - 第7話「お嬢様は女盗賊 -津-」（1987年10月12日） - 役人

  - 第18部
    - 第10話「仇討ち木曽節仁義」（1988年11月14日）
    - 第17話「暗雲払う破邪の剣」（1989年1月9日）
    - 第27話「妻が守った夫の武士道」（1989年3月20日）

  - 第19部
    - 第8話「過去を背負った男」（1989年11月13日）
    - 第22話「悪事隠す謎の切腹」（1990年2月26日）

  - 第25部
    - 第6話「黄門様の仮女房」（1997年1月27日）

  - 第27部
    - 第1話「旅のはじめの恋騒動」（1999年3月22日）
    - 第30話「旅の終わりの危機一髪」（1999年10月18日）

  - 第28部
    - 第1話「五十三次世直し旅」（2000年3月6日）
    - 第4話SP「風雲渦巻く駿府城!」（2000年4月3日）

  - 第32部
    - 第3話「おらが蕎麦は日本一」（2003年8月11日）
    - 第16話「開かずの鍵が解いた謎」（2003年12月1日）

  - 第33部
    - 第4話「父のこころ 娘知らず」（2004年5月10日）

  - 第34部
    - 第17話「人間将棋に待ったなし」（2005年5月16日）

  - 第35部
    - 第6話「罠にはまったお嬢さん」（2005年11月14日）
    - 第18話「脱藩者は老公に瓜二つ」（2006年2月20日）

  - 第36部
    - 第12話「母と呼ばせた大相撲」（2006年10月23日）

  - 第37部
    - 第13話「藩を守った女剣士」（2007年7月2日）

  - 第38部
    - 第11話「にわか侍一直線!」（2008年3月17日）

  - 第40部
    - 第10話「赤い恐怖! 心の叫び」（2009年10月12日）
    - 第19話「恋しい父は悪の手先!?」（2009年12月14日）

  - 第43部
    - 第13話「冴えない男の恩返し」（2011年10月17日）

  - 水戸黄門 (BS-TBS版) 第1シリーズ 第3話「旅籠で格さん瓜二つ -福島-」（2017年10月18日）
- 徳川三国志（NET/東映京都）
  - 第26話「伊豆守と正雪宿命の対決」（1976年4月21日）
- 遠山の金さん（NET/東映京都）
  - 第26話「金の大黒を追え!!」（1976年3月2日）
  - 第85話「夕闇に消された女」（1977年6月9日）
  - 第94話「命乞い」（1977年8月11日）
- 遠山の金さん（NET/東映京都）
  - 第15話「嘘つき小僧が飛んで来た！」（1979年5月31日）
  - 第19話「桜吹雪に散る涙」（1979年7月5日）
- 銭形平次（フジテレビ/東映京都テレビ）
  - 第563話「おふくろ」（1977年）
  - 第593話「侍の傘」（1977年10月12日）
  - 第605話「勤続三十年」（1978年）
  - 第627話「兇悪犯護送」（1978年）
  - 第829話「ならず者の詩」（1982年11月10日）
  - 第882回「十手が泣いている」（1984年2月22日）
- 銭形平次（フジ/東映京都テレビ）
  - 第1話「九尾の狐 スペシャル」」（1991年5月29日）
- 吉宗評判記 暴れん坊将軍（NET/東映京都）
  - 第20話「人情あやめ河岸」（1978年5月27日）
  - 第25話「素破！天下の一大事」（1978年7月8日）
  - 第51話「魚河岸の花嫁」（1979年2月10日）
  - 第65話「恐れ多くもお茶壺道中」（1979年5月19日）
  - 第80話「暴走! 旗本八万騎」（1979年9月22日）
  - 第104話「日本一の花嫁御寮」（1980年3月22日）
  - 第123話「女親分! め組のおさい」（1980年8月2日）
  - 第152話「将軍と馬泥棒とガキ大将」（1980年3月14日）
- 暴れん坊将軍II
  - 第1話「一番神輿が俺を呼ぶ!」（1983年3月5日）
  - 第11話「花散る里の夢見鳥」（1983年5月21日）
  - 第34話「犬も喰わないめ組の喧嘩!?」（1983年11月5日）
  - 第55話「お駒かなしや島帰り」（1984年4月7日）
  - 第60話「易者新さん 二万両の夢占い！」（1984年5月12日）
  - 第68話「いま、ひと夏のいのち唄！」（1984年7月21日）
  - 第115話「借金取りを呑んだ女！」（1985年7月13日）
  - 第126話「吉宗狙撃！消えたお庭番」（1985年10月12日）
  - 第155話「永代橋に消えた恋！」（1986年5月24日）
  - 第163話「のぞきは下手な鬼同心！」（1986年7月26日）
  - 第167話「稲妻に裂かれた二人旅！」（1986年8月30日）
  - 第183話「爆破！人質は八百八町」（1987年1月10日）
- 暴れん坊将軍III
  - 第9話「炎に消えた女囚！」（1988年3月5日）
  - 第17話「ちゃんにとどけ！江戸ばやし」（1988年4月30日）
  - 第33話「消えた目安箱」（1988年8月27日）
  - 第36話「恋と喧嘩のイダ天街道」（1988年9月17日）
  - 第57話「左源太愛に死す！」（1989年3月25日）
  - 第62話「恋の目安箱」（1989年4月29日）
  - 第72話「おんなとおとこの夢芝居」（1989年7月15日）
  - 第83話「秋のスペシャル　危うし将軍の座！吉宗、試練の目安箱」（1989年10月7日）
  - 第84話「夫婦そば危機一髪！」（1989年10月21日）
  - 第91話「地獄を見たかオウムちゃん」（1989年12月16日）
  - 第97話「将軍琉球へ渡る 天下分け目の決闘」（1990年2月3日）
  - 第111話「涙を捨てたおんな坂」（1990年5月19日）
  - 第125話「紅い国から来た殺人者！」（1990年8月25日）
- 暴れん坊将軍IV
  - 第9話「天下御免のくいしん坊侍」（1991年）
  - 第12話「血ぬられた折鶴」（1991年）
  - 第19話「愛しき炎の剣!」（1991年）
  - SP「江戸城反乱! 連判状に仕掛けられた罠!!」」（1991年10月5日）
  - 第27話「女大学! 亭主を男にする法」（1991年）
  - 第42話「おやこ喧嘩の大手柄!」」（1992年）
- 暴れん坊将軍V
  - 第18話「おんな密偵の初恋」（1993年8月28日）
  - SP「おんな盗賊の恋、吉宗にしかけられた天下の大陰謀」（1993年10月9日）
  - 第32話「潜入! いれずみ湯の風来坊」（1994年1月15日）
  - 第34話「争奪! 石田三成の密書」（1994年1月29日）
  - 第42話「春を呼んだ喧嘩そば!」（1994年3月26日）
- 暴れん坊将軍VI
  - 第5話「江戸城危うし 吉宗の寝所」（1994年10月8日）
- 暴れん坊将軍IX
  - 第15話「潜入！吉宗の生母 小石川養生所の謎」
- 暴れん坊将軍X
  - 第10話「鬼と呼ばれた女! 復讐の幼な子誘拐!!」（2000年6月1日）
- 桃太郎侍（NTV/東映京都）
  - 第86話「大当り貧乏くじ」（1978年）
  - 第119話「女宿無し恋の雨」（1979年）
  - 第121話「すずめの剣術修業」（1979年）
  - 第143話「泥棒一家の用心棒」（1979年）
  - 第164話「お袋さんと呼ばれたい」（1980年）
  - 第184話「いかさま武士道」（1980年）
  - 第199話「親子を取り持つ一ツ毬」（1980年8月10日）
  - 第207話「ちどり・かもめ只今特訓中!」（1980年10月5日）
  - 第224話「邪剣に勝った瓦版」（1981年2月8日）
  - 第225話「桃太郎一家全員失業!」（1981年2月15日）
  - 第229話「奇術か魔術か、恋女房」（1981年3月15日）
- 疾風同心（東京12ch/C.A.L）
  - 第2話「殴り込み阿片地獄」（1978年9月27日）
  - 第8話「おもかげの怪盗」（1978年11月8日）
- 柳生一族の陰謀（KTV/東映）
  - 第19話「髪の罠」（1979年2月6日）
- 赤穂浪士（NET/東映京都）
  - 第1話「花の雨」（1979年4月16日）
- 土曜ワイド劇場（ABC/東映）
  - 吸血鬼ドラキュラ神戸に現わる（1979年8月11日）
  - 映画村殺人事件 愛の邪魔ものを消せ!（1980年5月24日）
- 長七郎天下ご免!（ANB/東映）
  - 第35話「おかめが達磨に貰い泣き」（1980年7月3日）
  - 第50話「殉死!悲しき武士道」（1980年11月6日）
- 長七郎江戸日記（NTV/ユニオン映画/六本木オフィス）
  - 第2話「風流献上鷹始末」（1983年10月25日）
  - 第21話「母恋草」（1984年3月13日）
  - 第26話「右平次が打首になる日」（1984年5月29日）
  - 第76話「おさとの災難」（1985年11月19日）
  - 第92話「望郷子守唄」（1986年3月18日）
  - 第105話「風の噂の風小僧」（1986年7月29日）
  - 第116話「天狗におびえる街」（1986年12月9日）
- 長七郎江戸日記2
  - 第1話「散るが命か、寒椿」（1988年1月12日）
  - スペシャル2「天下を取れ!仕掛けられた反乱」（1988年4月5日）
  - スペシャル6「最後の挑戦・さらば長七郎」（1989年9月26日）
- 江戸を斬るV（TBS/C.A.L）
  - 第3話「雛祭り娘目明し初手柄」（1980年3月3日）
  - 第6話「女辻斬り紫頭巾」（1980年3月23日）
  - 第23話「人情がまの油売り」（1980年7月21日）
- 江戸を斬るVII
  - 第6話「桃の節句の鬼退治」（1987年3月2日）
- 江戸を斬るVIII
  - 第8話「悪たれ婆さんの涙」（1994年3月21日）
  - 第24話「贋金の夢を見た」（1994年7月11日）
- 悪党狩り（東京12ch/松竹/藤映像コーポレーション）
  - 第2話「八丁堀無情」（1980年10月15日）
  - 第3話「嵐の中の母子草」（1980年10月22日）
- 柳生あばれ旅シリーズ（ANB/東映）
  - 柳生あばれ旅 第1話「天狗の子守唄-品川-」（1981年10月14日）
- 大岡越前 （TBS/C.A.L）
  - 第6部
    - 第17話「人情仇討ち裁き」（1982年6月28日）

  - 第7部
    - 第25話「命を掛けた御用旅」（1983年10月10日）

  - 第10部
    - 第2話「匂い袋に隠された殺意」（1988年3月7日）

  - 第11部
    - 第7話「将軍様とふかし藷」（1990年6月4日）

  - 第15部
    - 第4話「鬼を生き返らせた名医」（1998年9月14日）
- 影の軍団シリーズ（KTV/東映）
  - 影の軍団III 第3話「忍びの虫は掃除虫」（1982年4月20日）
- 源九郎旅日記 葵の暴れん坊（ANB/東映）
  - 第11話「波切、潮鳴り悪を斬る!」（1982年7月17日）
  - 第25話「手毬は知っていた」（1982年10月30日）
  - 第30話「命を捨てに来た男」（1982年12月4日）
  - 第40話「春を待つ夫婦だるま」（1983年2月19日）
- 遠山の金さん （ANB/東映）
  - 第18話「怪談! 幽霊人形怨み節」（1982年8月5日）
- 遠山の金さんII
  - 第12話「この男、鬼と呼ばれて七百十日」（1982年6月24日）
  - 第19話「水晶呪術! 魅せられた女」（1982年8月12日）
  - 第32話「悪徳与力に狙われた若妻!」（1982年11月18日）
  - 第41話「俺は見た! 料亭"水月"殺人事件」（1983年1月27日）
- 柳生十兵衛あばれ旅 （ANB/東映）
  - 第4話「天狗の弱みは美女だった」（1982年11月9日）
  - 第19話「血の山の子守唄」（1983年2月22日）
  - 第30話「晴れ姿! ヘボ同心の初手柄」（1982年11月4日）
  - 第32話「悪徳与力に狙われた若妻!」（1982年11月18日）
  - 第49話「大逆転! 泥棒になった遠山桜」（1983年3月24日）
  - 第56話「炎の慕情! おんな火消の鉄火纏」（1983年6月2日）
  - 第65話「二つの顔の女・緋牡丹おりん!」（1983年8月11日）
  - 第92話「南海の女　琉球より愛をこめて！」（1984年4月19日）
  - 第97話「男運の悪い美女が二人！」（1984年5月24日）
  - 第107話「浴槽の死美人 怨みの琴をひく女！」（1984年8月2日）
  - 第146話「愛しの悪女　唇に紅は無用！」（1985年6月20日）
- 大奥（KTV/東映）
  - 第47話「年上の佳人」（1984年2月28日）
- 必殺シリーズ（ANB/松竹）
  - 必殺仕切人 第1話「もしも大奥に古狸がいたら」（1984年） - 後藤金平
  - 必殺仕事人V 第12話「組紐屋の竜 忍者と闘う」（1985年） - 与力
  - 必殺仕事人V・激闘編 第12話「頼み人は津軽のあやつり人形」（1986年）
- 三匹が斬る!（テレビ朝日/東映）
  - 第4話「赤トンボ、花嫁行列通りゃんせ」（1987年11月12日）
  - 第10話「湯の里は、地鳴り剣鳴り腹も鳴る」（1987年12月24日）
  - 第16話「二人妻、討つか討たぬか蒸発侍」（1987年2月11日）
- 続・三匹が斬る!
  - 第8話「消えた夫、無礼講祭りに来た女」（1989年2月9日）
- 続続・三匹が斬る!
  - 第6話「母しぐれ、金が仇の地獄旅」（1990年2月15日）
  - 第9話「消えた花嫁、悪女が走る風の中」（1990年3月8日）
  - 第10話「怪盗ムツゴロウ、祭囃子を聞いて死ね!」（1990年3月15日）
  - 第15話「五木の里、つむじ風吹く女人屋敷」（1990年5月17日）
- また又・三匹が斬る!
  - 第20話「献上の 茶壺に幽霊現われた!」（1991年10月17日）
- 新・三匹が斬る!
  - 第6話「幸運の、汗かき阿弥陀が血を流す」（1992年9月10日）
- 名奉行 遠山の金さん（テレビ朝日/東映）
  - 第8話「ひょっとこ面の女」（1988年6月23日）
  - 第19話「殺しを招く幻の女」（1988年10月13日）
  - 第23話「これにて一件落着」（1988年11月24日）
- 名奉行 遠山の金さん2
  - 第2話「美少女を救え! 隠密同心の怒り」（1989年6月1日）
- 名奉行 遠山の金さん3
  - 第6話「謎の千両! 二つの顔の真犯人」（1990年9月6日）
- 名奉行 遠山の金さん4
  - 第2話「金さんの隠し子!?」（1991年11月14日）
  - 第12話「仕組まれた逆玉の輿」（1992年2月13日）
  - 第19話「穴蔵の謎 炎に消えた千両箱」（1992年4月30日）
- 名奉行 遠山の金さん5
  - 第7話「殺し屋を狙う謎の若君」（1993年5月13日）
- ご存知!旗本退屈男（テレビ朝日/東映）
  - 第1話「長崎・死の密書!京都二条城、謎の能舞台」（1988年8月11日）
- 時代劇スペシャル（フジテレビ)
  - 「御用牙」（1984年2月16日）
- 時代劇スペシャル（フジテレビ)
  - 「町奉行日記」（1992年12月23日）
- TBS大型時代劇スペシャル（東映/TBS)
  - 「太閤記」（1987年1月1日）
  - 「織田信長」（1989年1月1日）
  - 「坂本龍馬」（1989年3月31日）
  - 「平清盛」（1992年1月1日）
- 新春ワイド時代劇（12ch)
  - 「風雲江戸城 怒涛の将軍徳川家光」（1987年1月2日）
- 12時間超ワイドドラマ（テレビ東京)
  - 「家康が最も恐れた男　真田幸村」（1998年1月2日）
  - 「徳川風雲録 八代将軍吉宗」（2008年1月2日）
- 「国境を越えた男」（1987年7月16日、ANB）[8]
- 傑作時代劇（ANB）
  - 「へそまがり新左 嫁姑、婿とり合戦」（1987年5月14日）
  - 「しぶとい連中 美人母子の偽装心中」（1987年6月25日）
- 年末時代劇スペシャル（NTV）
  - 田原坂（1987年12月30-31日）
- 西村京太郎トラベルミステリー
  - 「日本海殺人ルート」（1988年4月2日）
- 現代恐怖サスペンス2（KTV）
  - 「閉じた窓 裏庭に芽吹いた季節はずれの死体が…」（1988年8月1日）
- 翔んでる!平賀源内 （C.A.L）
  - 第1話「翔んでる! 平賀源内」（1989年5月8日）
  - 第9話「【旅編】殺意が潜む大井川」（1989年7月3日）
- 八百八町夢日記（NTV、ユニオン映画）
  - 初回スペシャル「夢を追って」（1989年10月10日）
- 柳生武芸帳（NTV、1990年4月2日）
- 風流太平記 「密命」（NTV/東映、1990年10月7日）
- 御影同心 鬼っ子侍（テレビ朝日/東映、1991年4月7日）
- あばれ八州御用旅2（12ch、ユニオン映画）
  - 第1話「姫君抹殺指令！対決！白頭巾対黒爪根来衆」（1991年4月19日）
- 関西テレビ制作・月曜夜10時枠の連続ドラマ
  - 六つの離婚サスペンス「保険証書が囁く」（1992年3月9日）
- 金曜エンタテイメント（フジテレビ)
  - ニュースキャスター沢木麻沙子「京都・博多殺人事件」（1992年9月26日）
  - 山村美紗サスペンス「京都ミス映画村殺人事件」（1993年11月5日）
- 将軍家光忍び旅II（テレビ朝日/東映）
  - 第17話「絹の村、引き裂かれた夢」（1993年）
- ご存知!旗本退屈男（テレビ朝日/東映）
- 「ご存知!旗本退屈男新春大型時代劇3時間スペシャル 旗本退屈男 天下御免の巨悪斬り!大江戸に史上最大の危機迫る 花に嵐か?競艶三人の美女!」（1994年1月3日）
- 東映太秦映画村開村20周年記念「元禄太平記・忠臣蔵討入の助っ人たち」（ANB、1995年10月7日）
- 木曜時代劇（テレビ朝日/東映）
  - 司馬遼太郎の功名が辻（1997年）
- 南町奉行事件帖 怒れ!求馬 （TBS/C.A.L）
  - 第1話「両国橋に駒が飛ぶ」（1997年11月3日）
- 南町奉行事件帖 怒れ!求馬II
  - 第12話「料理切手は悪の味」
- 一色京太郎事件ノート （TBS）
  - 第6話「京都火祭り鬼面殺人事件」（1997年12月22日）
- 京都始末屋事件ファイル（テレビ朝日/東映）
  - 第6話「盗撮された女! カリスマ美容師の罠!!」（1999年8月12日）
- 痛快!三匹のご隠居（テレビ朝日/東映）
  - 第4話「一升飯を食う女 腹が減っては仇討ちできぬ」（1999年11月11日）
- 花瀬ちなつの殺人スクープ～京都・大阪・神戸を結ぶ謎～（フジテレビ、2000年6月30日）
- 科捜研の女2（テレビ朝日/東映）
  - 第3話「監禁された女子大生！タイマー感電死まで24時間」（2000年11月2日）
- 新・科捜研の女3
  - 第7話「人質になったマリコ 京都〜淡路島、高速バス爆破予告！」（2006年8月24日）
- 科捜研の女15[2] 第11話「"終活"中の女性が殺害された!」（2016年）
- 八丁堀の七人2（テレビ朝日/東映）
  - 第1話「連続誘拐の謎!? 帰ってきた人情同心」（2001年1月18日）
- 八丁堀の七人3（テレビ朝日/東映）
  - 第3話「写楽殺し! 地獄絵図の女」（2002年）
- 八丁堀の七人4（テレビ朝日/東映）
  - 第5話「昔のオンナ!? 用心棒になった鬼与力」（2003年）
- 八丁堀の七人6（テレビ朝日/東映）
  - 第6話「人妻の秘密! 奉行所の中で殺人が…」（2005年）
  - 第10話「別れの時! 全員抜刀の総力戦」（2005年）
- 八丁堀の七人7（テレビ朝日/東映）
  - 第4話「張り込まれた女!? 過去からきた脅迫者!!」（2006年）
- 大奥（フジテレビ/東映)
  - 第一部第3話「江戸城燃ゆ！〜紅蓮の炎に見た奇跡〜」（2003年6月17日）
  - 第二部「大晦日もっと大奥スペシャル～将軍の女たち～」（2003年12月31日）
- 忠臣蔵（テレビ朝日/東映）
  - 第1話「刃傷 松の廊下」（2004年10月18日）
- 京都地検の女2（テレビ朝日）
  - 第6話「介護する女の微笑み！宝くじ1億円遺産の行方!!」（2005年2月24日）
- 京都地検の女3（テレビ朝日）
  - 第4話「vs最凶の女詐欺師 豪華庭園に咲く奇妙な花」（2006年5月11日）
- 名奉行! 大岡越前（テレビ朝日）
  - 第8話「お袖という女」（2005年）
- 名奉行! 大岡越前2（テレビ朝日）
- 新・京都迷宮案内3（テレビ朝日/東映）
  - 第6話「殺意の社交ダンス！姿なきパートナー!!」（2006年2月16日）
- 火曜時代劇「太閤記〜天下を獲った男・秀吉」（テレビ朝日）
  - 第2話「信長怒る!!秀吉切腹の危機!!敵地築城と姫への恋心…」（2006年11月7日）
- 白虎隊（テレビ朝日/東映、2007年1月7日）
- 八州廻り桑山十兵衛〜捕物控ぶらり旅（テレビ朝日）
  - 第6話「剣豪・千葉周作との激闘!! 十兵衛を愛した武家の女」（2007年6月19日）
- 素浪人 月影兵庫（テレビ朝日）
  - 第5話「悪い奴が笑ってた!! 旗本愚連隊VS素浪人」（2007年8月14日）
- 金曜時代劇お江戸吉原事件帖（テレビ東京）
  - 第1話「夜叉になります四人雀」（2007年10月26日）
- 逃亡者 おりん2 （テレビ東京/C.A.L）
  - 第1話「壱ノ刺客「擬宝珠 GIBOSHI」（2012年1月17日）
- 信長のシェフ2（2014年、テレビ朝日/東映）[2]
- 子連れ信兵衛 第5話「まことの親子」（2015年、NHK BSプレミアム/C.A.L）
- 無用庵隠居修行（BS朝日）
  - 第1作「無用庵隠居修行」（2017年9月12日）